# Liste der denkmalgeschützten Objekte in Zell (Kärnten)
Die Liste der denkmalgeschützten Objekte in Zell enthält die denkmalgeschützten, unbeweglichen Objekte der Gemeinde Zell (Kärnten).

## Denkmäler
| Foto |                 | Denkmal                                                                         | Standort                                             | Beschreibung | Metadaten |
| ---- | --------------- | ------------------------------------------------------------------------------- | ---------------------------------------------------- | --- | --- |
| ja   | Datei hochladen | Alte Pfarrkirche hl. Ulrich HERIS-ID: 16909 Objekt-ID: 13177                    | Zell-Pfarre 10, bei Standort KG: Zell bei der Pfarre | Die alte Pfarrkirche St. Ulrich wurde 1364 erstmals urkundlich erwähnt. Der heutige Kirchenbau stammt aus der 2. Hälfte des 15. Jahrhunderts und wurde im 18. Jahrhundert erweitert und umgebaut. | BDA-Hist.: Q2082951 Status: § 2a Stand der BDA-Liste: 2025-06-30 Name: Alte Pfarrkirche hl. Ulrich GstNr.: .114 Pfarrkirche Heiliger Ulrich, Zell-Pfarre                                        |
| ja   | Datei hochladen | Neue Pfarrkirche hl. Maria, Hilfe der Christen HERIS-ID: 55215 Objekt-ID: 63782 | Zell-Pfarre 11 Standort KG: Zell bei der Pfarre      | Die vom Architekten Hans Oswald geplante neue Pfarrkirche ist ein Kirchenneubau aus dem Jahr 1960.                                                                                                | BDA-Hist.: Q38064115 Status: § 2a Stand der BDA-Liste: 2025-06-30 Name: Neue Pfarrkirche hl. Maria, Hilfe der Christen GstNr.: .266 Pfarrkirche Heilige Maria, Hilfe der Christen (Zell-Pfarre) |
| ja   | Datei hochladen | Pfarrhof HERIS-ID: 16912 Objekt-ID: 13180                                       | Zell-Pfarre 12 Standort KG: Zell bei der Pfarre      | Der Pfarrhof ist ein zweigeschoßiger barocker Bau aus den Jahren 1732/33. | BDA-Hist.: Q37833127 Status: § 2a Stand der BDA-Liste: 2025-06-30 Name: Pfarrhof GstNr.: .115/1 Rectory Zell-Pfarre                                                                             |